# Клейтон (Алабама)
Кле́йтон (англ. Clayton) — город в штате Алабама, административный центр округа Барбор. Население по переписи 2020 года — 2265 человек.

## География
По данным Бюро переписи США, общая площадь города равняется 17,55 км².

## История
Первые поселения обосновались здесь в 1823 году. В 1833 году Клейтон стал административным центром округа Барбур. Получил название в честь члена Палаты представителей Огастина Смита Клейтона. В сентябре 1835 года было основано почтовое отделение. 21 декабря 1841 года решением законодательного собрания штата состоялся процесс инкорпорации города (на тот момент в нём проживало 200 человек). Первым мэром стал Джон Джексон.

## Население
По переписи населения 2020 года в городе проживало 2265 жителей. Плотность населения — 129,06 чел. на один квадратный километр. Расовый состав населения: чёрные или афроамериканцы — 62,38 %, белые — 34,39 %, испаноязычные или латиноамериканцы — 1,59 % и представители других рас — 1,64 %.

## Экономика
По данным переписи 2020 года, средний годичный доход домохозяйства составляет 24 083 долларов, что на 31,2 % ниже среднего уровня по округу и на 53,7 % ниже среднего по штату. Доля населения, находящегося за чертой бедности, — 40,9 %.

## Известные уроженцы
- Джер Бисли[англ.] (род. 1935) — исполняющий обязанности губернатора Алабамы (1972)
- Кэтрин Джексон (род. 1930) — мать певца Майкла Джексона
- Энн Лоу (1898—1981) — американская кутюрье и бизнесвумен

## Галерея

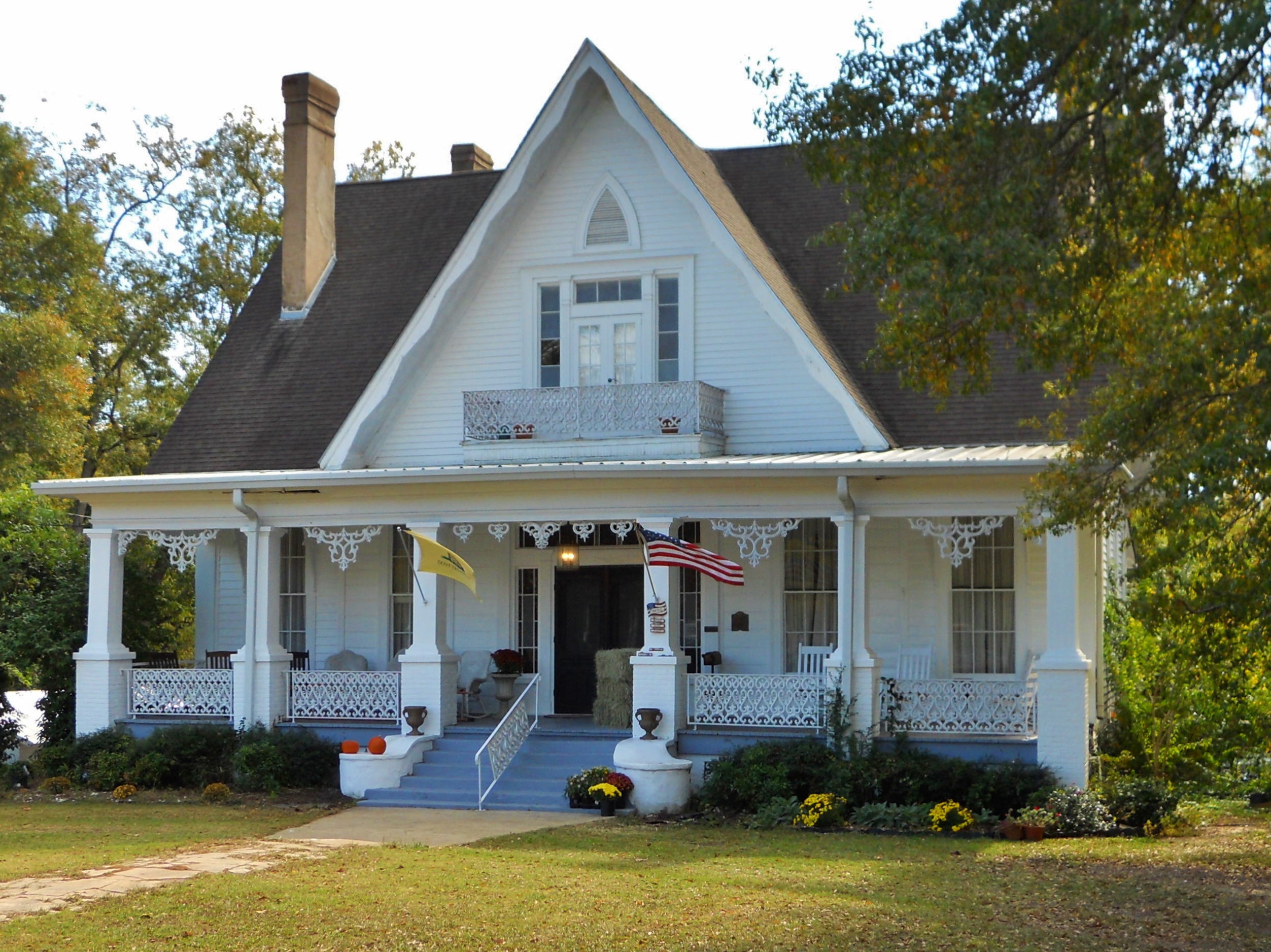
Дом Миллера-Мартина
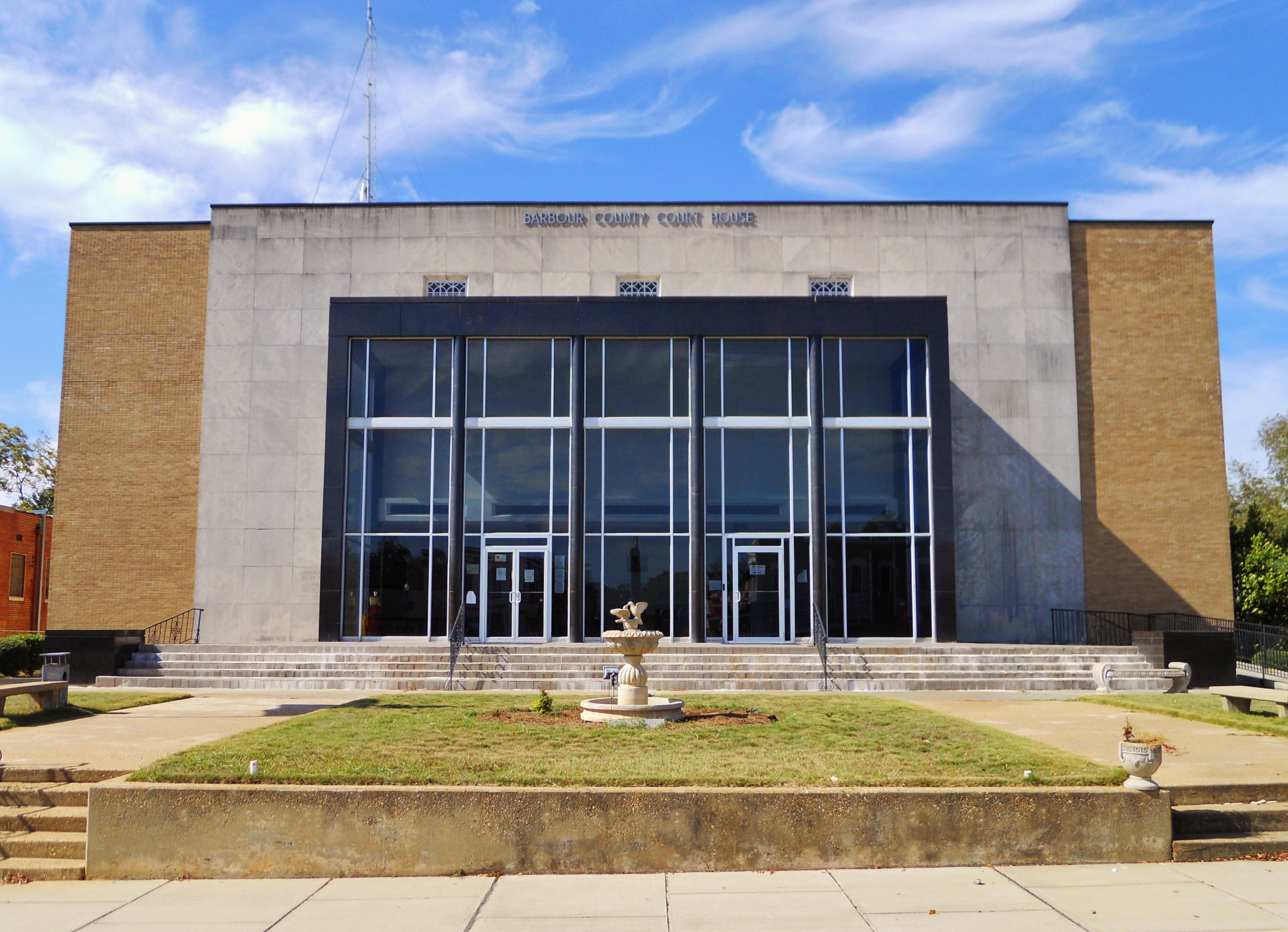
Окружной суд
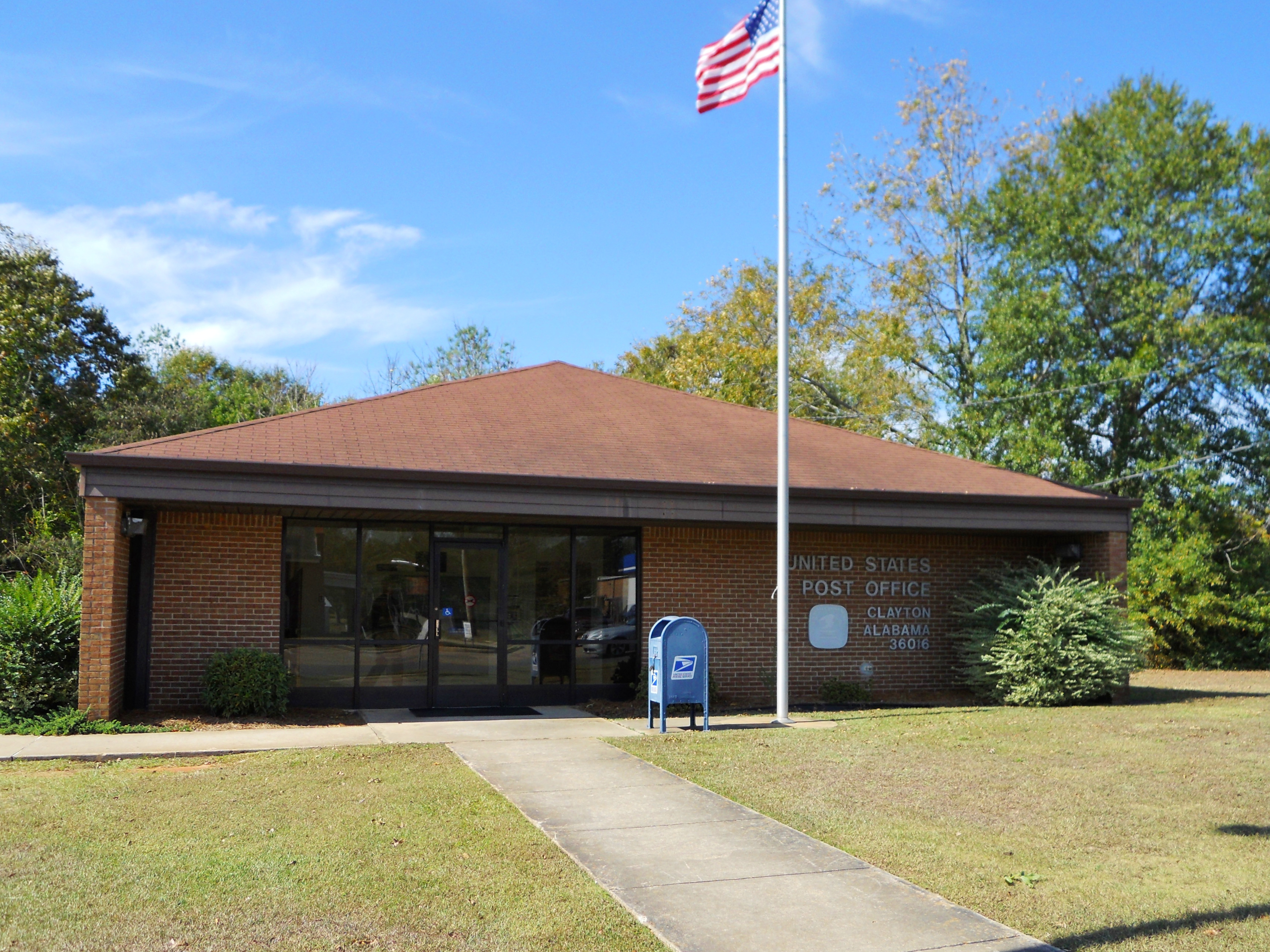
Почтовое отделение
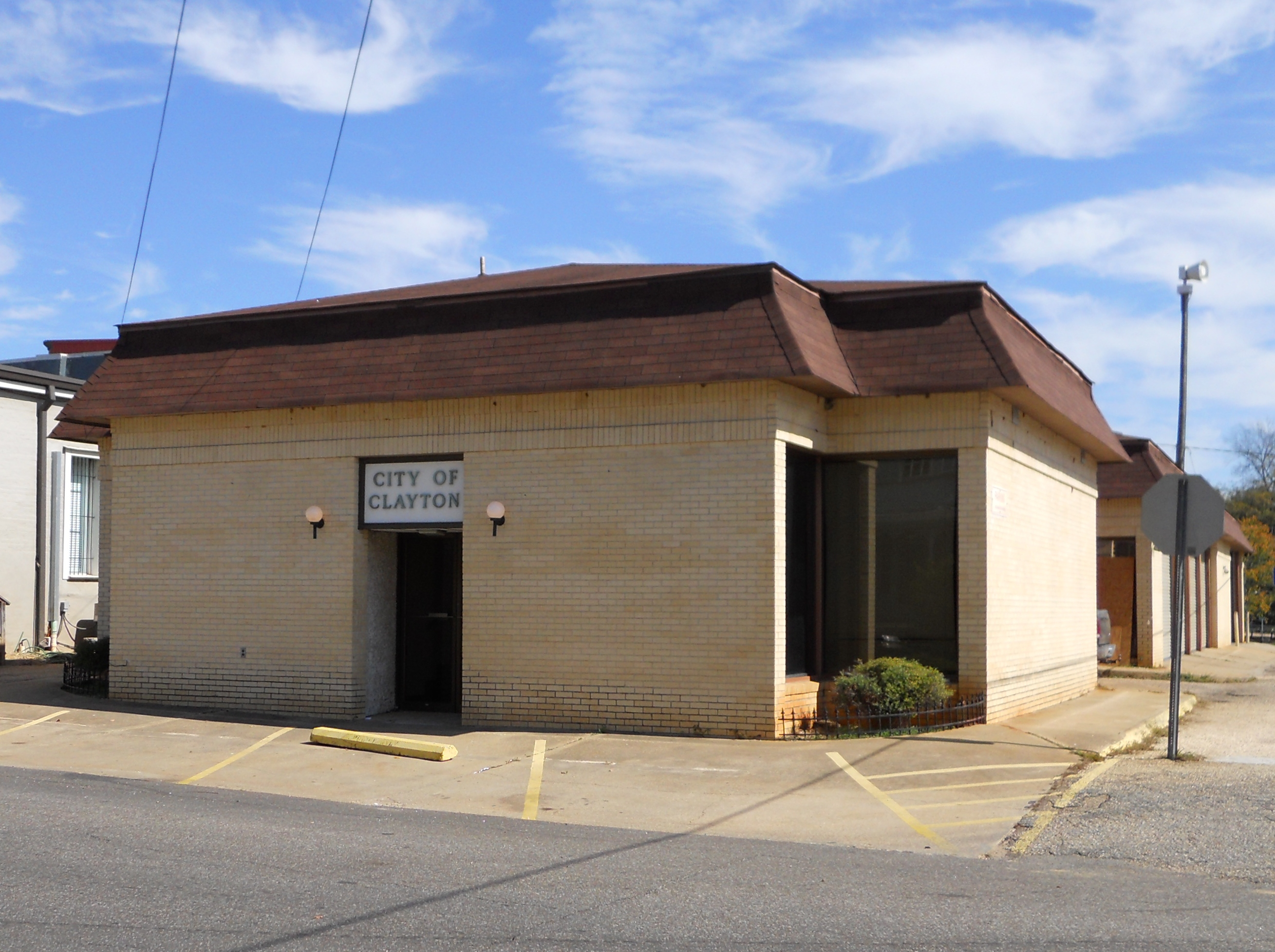
Городская ратуша
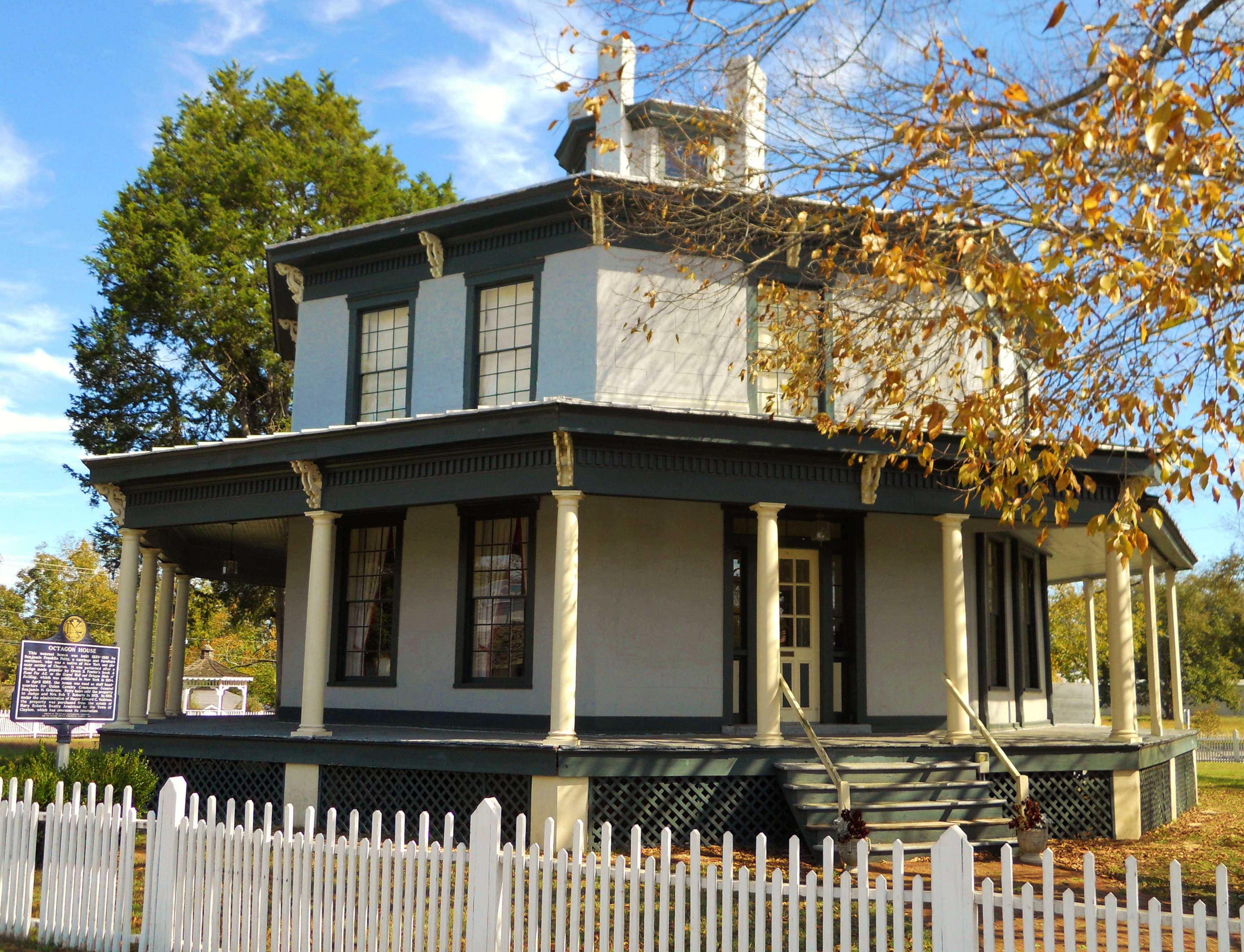
Дом Петти-Робертса-Битти